# Modest Mouse
I  Modest Mouse sono un gruppo musicale indie rock statunitense formatosi ad Issaquah (Washington) nel 1993, per iniziativa del chitarrista e cantante Isaac Brock, del bassista Eric Judy e del batterista Jeremiah Green.
Fin dal loro album di debutto, This Is a Long Drive for Someone with Nothing to Think About (1996), la formazione ha visto il contributo stabile di Brock, Green e Judy. Nel maggio 2006 Johnny Marr, ex chitarrista degli Smiths, si è unito al gruppo per l'album We Were Dead Before the Ship Even Sank.
I Modest Mouse hanno raggiunto un significativo successo di pubblico dopo aver firmato nel 2000 un contratto per la Epic Records, etichetta della Sony. Le sonorità dei loro primi album sono state accostate a quelle dei Pixies, dei Built to Spill e di numerosi altri gruppi alternative rock.
La band prende nome da un passo del racconto Il segno sul muro di Virginia Woolf che recita: "...and very frequent even in the minds of modest, mouse-coloured people...".

## Storia del gruppo

### Primi anni (1994-1999)
Nel 1994 Brock, Green, Gallucci e John Wickhart hanno registrato presso i Dub Narcotic Studios di Calvin Johnson il loro primo EP, Blue Cadet-3, Do You Connect?, pubblicato poi dall'etichetta K Records. Il singolo successivo, pubblicato per la Sub Pop Records, è stato registrato da Steve Wold ai Moon Studios. In questo periodo i Modest Mouse hanno registrato quello che avrebbe dovuto essere il loro album di debutto, Sad Sappy Sucker, ma continui ritardi hanno fatto sì che fosse messo da parte e dimenticato fino al 2001, quando fu ufficialmente pubblicato.
Dopo il passaggio alla Up Records, i Modest Mouse hanno registrato diversi lavori presso i Moon Studios, compreso l'album This Is a Long Drive for Someone with Nothing to Think About del 1996. In questo periodo mancava temporaneamente dalla formazione il chitarrista Dann Gallucci, mentre il bassista Laine Logan veniva sostituito da Eric Judy. Questo doppio album è stato prodotto e inciso da Steve Wold, al tempo anche lui membro del gruppo.
L'uscita successiva, sempre con la produzione di Wold, è stato l'EP Interstate 8, ma l'affermazione del gruppo è avvenuta solo nel 1997 con la pubblicazione dell'album The Lonesome Crowded West, anch'esso registrato ai Moon Studios da Scott Swayze. The Lonesome Crowded West ha reso i Modest Mouse una band di culto, ed è ora diffusamente considerato uno degli album che definiscono l'indie rock della metà degli anni novanta. In precedenza, il gruppo aveva inciso l'EP The Fruit That Ate Itself.
Nel 1999 l'etichetta Up Records ha pubblicato una collezione di singoli e rarità intitolata Building Nothing Out of Something, contenente l'intero Interstate 8 ad eccezione delle canzoni Edit the Sad Parts e Buttons to Push the Buttons.

### Anni 2000 e successi internazionali
I Modest Mouse hanno poi siglato un contratto con la Epic Records, per la quale nel 2000 è uscito The Moon & Antarctica. Il gruppo ha riscosso un discreto successo su radio alternative rock con i singoli 3rd Planet e Gravity Rides Everything. L'album è stato accolto molto favorevolmente dalla critica, ottenendo una valutazione di 9.8 su 10 dalla rivista musicale online Pitchfork. Inoltre il disco è stato certificato disco d'oro dalla RIAA. Il singolo Gravity Rides Everything è stato utilizzato per lo spot del minivan Nissan Quest, una mossa che Brock ha pubblicamente riconosciuto come sfacciatamente commerciale ma necessaria per acquisire stabilità economica. Brock ha poi lavorato ad un album per il suo progetto parallelo Ugly Casanova sotto etichetta Sub Pop.
Nel 2001 i Modest Mouse hanno poi pubblicato l'EP Everywhere and His Nasty Parlour Tricks, una collezione di canzoni registrate durante le sessioni per The Moon & Antarctica ma escluse dall'album definitivo, oltre a vedere finalmente distribuito sul mercato Sad Sappy Sucker, concepito nel 1994 come album di debutto ma poi accantonato in favore di This Is a Long Drive for Someone with Nothing to Think About. Nel 2002 il gruppo si è unito ai Cake, ai De La Soul, ai Flaming Lips, agli Hackensaw Boys e ai Kinky per l'Unlimited Sunshine Tour.
Nel marzo 2003 Green ha abbandonato il gruppo a causa di un esaurimento nervoso, nonostante ufficialmente il distacco sia stato attribuito alla volontà di dedicarsi al suo side-project Vells. Nello stesso anno, Green e il bassista Eric Judy sono comparsi sull'album solista di debutto di Adam Forkner, ossia VVRSSNN. Green è stato sostituito alla batteria da Benjamin Weikel (già batterista, oltre che tastierista, degli Helio Sequence), mentre il chitarrista Dann Gallucci è tornato a far parte del gruppo dopo il suo temporaneo distacco ai tempi di Sad Sappy Sucker.
Il 6 aprile 2004 i Modest Mouse hanno pubblicato il loro quarto album, Good News for People Who Love Bad News, che ha collezionato due hit, Float On e Ocean Breathes Salty (entrambe eseguite al Saturday Night Live il 13 novembre 2004). L'album è stato certificato disco di platino dalla RIAA, disco d'oro dalla Music Canada e disco d'argento dalla BPI. In seguito, nello stesso anno, Green si è riunito al gruppo, mentre Weikel è tornato a suonare la batteria per gli Helio Sequence. Dopo l'abbandono di Gallucci in agosto, i Modest Mouse si sono esibiti in tour con Jim Fairchild dei Grandaddy e degli All Smiles.
Nel 2005 i Modest Mouse sono stati menzionati nella sentenza della Corte Suprema in merito al caso "MGM contro Grokster". Il giudice David Souter ha scritto che sulla rete P2P di Grokster, "gli utenti che cercano canzoni della Top 40, per esempio, o l'ultima novità dei Modest Mouse sono sicuramente più numerosi di quelli che cercano di scaricare gratuitamente il Decameron, e sia Grokster che StreamCast hanno trasformato quella richiesta in dollari".
Nel maggio 2006 entra a far parte del gruppo il chitarrista ex-The Smiths Johnny Marr. Il successivo album discografico del gruppo, We Were Dead Before the Ship Even Sank, viene pubblicato nel marzo 2007. Si tratta del primo album a raggiungere la vetta nella classifica statunitense Billboard 200, grazie anche ai singoli di successo Dashboard, Missed the Boat e We've Got Everything. In edizione limitata ed in formato vinile 7" vengono distribuiti altri singoli, ossia Satellite Skin, Autumn Beds e Perpetual Motion Machine. Nel frattempo l'album viene certificato disco d'oro negli Stati Uniti ed in Canada.
Nel giugno 2008 il gruppo intraprende un tour che tocca tutto il Nord America e che dura circa due anni. Successivamente Jim Fairchild (Grandaddy e All Smiles) sostituisce Marr come chitarrista, dal momento che quest'ultimo si sposta nella formazione dei The Cribs.

### Anni 2010
Nel 2010 il disco The Moon & Antarctica viene ripubblicato in vinile dalla Record Store Day.
Nel luglio 2010 la band si esibisce come headliner all'80/35 Music Festival e all'End of the Road Festival. In agosto invece suona al Reading and Leeds Festivals.
Nell'aprile 2011 Big Boi annuncia la sua collaborazione con i Modest Mouse. Il 29 maggio seguente il gruppo interpreta due nuove canzoni (Poison the Well e Lampshades on Fire) nell'ambito dello Sasquatch Festival. Contribuisce inoltre alla compilation-tributo a Buddy Holly Rave On Buddy Holly, pubblicata nel giugno 2011, con il brano That'll Be the Day.
Nel giugno 2012 il sito Pitchfork pubblica un documentario di circa 45 minuti che include registrazioni live, materiale di archivio e "making of" della band. Il 25 gennaio 2013 la band annuncia la propria partecipazione ad una serie di festival, tra cui il Coachella nel mese di aprile.
Nel mese di giugno dello stesso anno, invece, il gruppo cancella le date previste in Europa per focalizzare la propria attenzione sul processo di realizzazione di un nuovo album che verrà poi pubblicato nel marzo 2015, intitolato Strangers to Ourselves.

### Anni 2020
A distanza di 6 anni da Strangers to Ourselves, nel giugno 2021, il gruppo pubblica il settimo album in studio, The Golden Casket, accompagnato da 3 singoli promozionali: We Are Between, Leave a Light On e The Sun Hasn't Left.
L'anno successivo, la band inizia un tour per promuovere l'album, senza tuttavia l'accompagnamento di Jeremiah Green: a fine dicembre, il gruppo comunica tramite i propri canali social che lo storico batterista è gravemente malato di cancro. Green si spegnerà pochi giorni dopo l'annuncio, il 31 dicembre 2022, all'età di 45 anni.

## Formazione
Attuale
- Isaac Brock – voce, chitarra, banjo, ukulele (1993–presente)
- Tom Peloso – chitarra, contrabbasso, tastiere, fiddle, corno (2003–presente)
- Russell Higbee – basso, tastiere, voce (2012–presente)
- Ben Massarella – percussioni (2014–presente)
- Simon O'Connor – chitarra, voce (2021–presente)
- Damon Cox – batteria, percussioni (2023–presente)

Turnisti
- Keith Karman – tastiere, chitarra acustica, basso (2022–presente)

Ex componenti
- Eric Judy – basso, contrabbasso, chitarra acustica (1993–2012)
- Jeremiah Green – batteria, percussioni (1993–2003, 2004–2022[3])
- John Wickhart – basso (1994–1995)
- Dann Gallucci – chitarra (1994–1995, 1997–1998, 2002–2005)
- Robin Peringer – chitarra (2003–2004)
- Benjamin Weikel – batteria (2003–2004)
- Joe Plummer – batteria, percussioni (2004–2012)
- Jim Fairchild – chitarra, voce (2005, 2009–2021)
- Johnny Marr – chitarra (2006–2009)
- Lisa Molinaro – basso, viola (2011–2021)
- Davey Brozowski – batteria, percurssioni (2012–2021)

## Discografia

### Album in studio
- 1996 – This Is a Long Drive for Someone with Nothing to Think About
- 1997 – The Lonesome Crowded West
- 2000 – The Moon & Antarctica
- 2004 – Good News for People Who Love Bad News
- 2007 – We Were Dead Before the Ship Even Sank
- 2015 – Strangers to Ourselves
- 2021 – The Golden Casket

### EP
- 1994 – Blue Cadet-3, Do You Connect?
- 1996 – Interstate 8
- 1997 – The Fruit That Ate Itself
- 1999 – Night on the Sun
- 2001 – Everywhere and His Nasty Parlour Tricks
- 2009 – No One's First, and You're Next

### Raccolte
- 1999 – Building Nothing Out of Something
- 2001 – Sad Sappy Sucker

### Album dal vivo
- 2004 – Baron von Bullshit Rides Again

### Cassette
- 1993 – Tube-Fruit All Smiles and Chocolate
- 1993 – Uncle Bunny Faces

### Singoli
- 1996 – A Life of Arctic Sounds
- 1996 – Broke
- 1997 – Birds vs. Worms
- 1998 – Other People's Lives
- 1998 – Never Ending Math Equation
- 1998 – Whenever You See Fit
- 1998 – Polar Opposites
- 1999 – Heart Cooks Brain
- 2004 – Float On
- 2005 – Ocean Breathes Salty
- 2005 – The World at Large
- 2007 – Dashboard
- 2007 – Missed the Boat
- 2007 – King Rat
- 2009 – Satellite Skin
- 2009 – Autumn Beds
- 2009 – Perpetual Motion Machine
- 2014 – Lampshades on Fire

- 2015 – Coyotes
- 2015 – The Best Room
- 2015 – Of Course We Know
- 2019 – Poison the Well
- 2019 – Ice Cream Party
- 2021 – We Are Between
- 2021 – Leave a Light On
- 2021 – The Sun Hasn't Left